# Tour du Loup (Étampes)
Pour l’article homonyme, voir Tour du Loup (La Bastide-de-Sérou).
La tour du Loup est située à Étampes, en France.

## Localisation
Le monument est situé dans le département français de l'Essonne.

## Historique
Les remparts sont datés des XIIIe siècle et XIVe siècle.
La tour du Loup constitue une partie des vestiges des anciens remparts.
Les vestiges des anciens remparts dits La Tour du Loup sont inscrits au titre des monuments historiques par arrêté du 10 mars 1968.